# Supporterpolisen
Supporterpolisen är en grupp inom svensk polis som arbetar mot läktarvåld i Sverige och utreder Sveriges huliganfirmor, främst inom fotbollen men även inom ishockey och bandy. Supporterpolisen skapades inför Europamästerskapet i fotboll för herrar 1992 i Sverige.
År 2019 hade samtliga polisregioner supporterpoliser. De rör sig på stan innan matcherna börjar och finns även på arenan under matchernas gång med uppgift att bevaka den grupp man kallar för "risksupportrar". De följer även med när svenska lag spelar utomlands.